# Западни Карпати
Западните Карпати (на словашки: Západné Karpaty; на полски: Karpaty Zachodnie; на чешки: Západní Karpaty; на унгарски: Északnyugati-Kárpátok; на немски: Westkarpaten) са една от трите части на планинската система на Карпатите, простиращи се на територията на Словакия, Полша, Чехия, Унгария и Австрия. Простират се от югозапад (при град Братислава) на североизток и изток на протежение около 400 km и ширина над 200 km до Таличкия проход (49°22′00″ с. ш. 21°06′00″ и. д. / 49.366667° с. ш. 21.1° и. д.), който ги отделя от Източните Карпати. Максимална височина връх Герлаховски щит (2 655 m). (49°10′02″ с. ш. 20°07′52″ и. д. / 49.167222° с. ш. 20.131111° и. д.), издигащ се в планината Татри, на територията на Словакия.

## Географска характеристика
Планинската система на Западните Карпати представляват изпъкнала на северозапад дъга, дълга около 400 km. На изток граничи с Източните Карпати, на север с Малополските възвишения, на северозапад със Судетите, от която ги отделя седловината Моравски врата, на югозапад с Виенската котловина и на юг със Среднодунавската низина. Състоят се от няколко хребета и изолирани масиви и се разделят на две основни вериги Външни Западни Карпати на север и по-ниските Вътрешни Западни Карпати на юг.

### Външни Западни Карпати
Външните Западни Карпати са съставени от следните планини и планински масиви:
- Малки Карпати
- Бели Карпати
- Визовицка планина
- Гостинска планина
- Яворники
- Западни Бескиди – Моравско-Силезки Бескиди, Словашки Бескиди, Средни Бескиди, Горце, Сондецки Бескиди, Чергов

### Вътрешни Западни Карпати
Вътрешните Западни Карпати са съставени от следните планини и планински масиви:
- Поважки Иновец
- Трибеч
- Стражевска планина
- Втачник
- Щявницка планина
- Фатра (Мала Фатра и Голяма Фатра)
- Оравска Магура
- Хочка планина
- Татри (Високи Татри)
- Спишка Магура
- Ниски Татри
- Кремницка планина
- Словашки Рудни планини
- Яворе
- Крупинска планина
- Левочка планина
- Сланска планина (Прешовска планина)
- Словашки карст (Агтелег)
- Земплен
- Бюк
- Хьовьош-Боршоди-Домбшаг
- Матра
- Черхат
- Бержон

### Геоложки строеж, релеф полезни изкопаеми
Планината е изградена основно от гранити, гнайси и други кристалинни скали, а също варовици и са разделени от дълбоки котловини. За високите части са характерни алпийските форми на релефа и ледникови езера. Южните (Вътрешни) Западни Карпати образуват средновисоки масиви с плоски върхове, изградени освен от кристалинни също и от вулканични породи и варовици (Словашки Рудни планини, Щявницка планина, Бюк, Матра и др.). Разработват се находища на железни, манганови, медни и други руди.

### Води
Територията на Западните Карпати принадлежи към три водосборни басейна. Целите Вътрешни Западни Карпати и южните и западните склонове на Външните Западни Карпати принадлежат към водосборния басейн на река Дунав. От тях водят началото си реките Вах, Нитра, Хрон, Шайо, Хернад и др. Северните склонове на Външните Западни Карпати се отводняват от реките принадлежащи към водосборния басейн на Висла – Висла, Сола, Скава, Раба, Попрад и др., а северозападните – към водосборния басейн на река Одра – Лубина, Остравице, Олше и др.

### Растителност, животински свят
Ниските части на склоновете са заети от широколистни и смесени гори (предимно дъбови и букови), северните склонове и средновисоката зона – от смесени и иглолистни гори, а най-високите части – от алпийски пасища. Срещат се мечки, благороден елен, сърна, дива свиня, вълк, рис и др.